# Yolanda Demetriou
Yolanda Demetriou (* 1983 in Nikosia, Republik Zypern) ist eine deutsche Sportwissenschaftlerin und Hochschullehrerin.

## Leben
Demetriou absolvierte an der Albert-Ludwigs-Universität Freiburg mit dem Abschluss Magister artium ein Studium in den Fächern Sportwissenschaft, Erziehungswissenschaft und Psychologie. Sie war anschließend als wissenschaftliche Mitarbeiterin am Institut für Sportwissenschaft der Eberhard-Karls-Universität Tübingen tätig und legte dort 2012 ihre Doktorarbeit vor. 2013 wurde Demetriou für ihre Arbeit über ein Gesundheitsförderprogramm, die in der Reihe „Forum Sportwissenschaft“ der Deutschen Vereinigung für Sportwissenschaft veröffentlicht wurde, mit dem Publikationspreis Sportwissenschaftlicher Nachwuchs ausgezeichnet.
Im September 2014 trat Demetriou eine Professorinnenstelle im Fachgebiet Sport- und Gesundheitspädagogik der Technischen Universität München an. Seit Mai 2023 ist sie Inhaberin der Stiftungsprofessur für Aktive Mobilität am Institut für Sportwissenschaft an der Universität Innsbruck.
Im September 2015 wurde Demetriou als Vizepräsidentin Nachwuchsförderung in den Vorstand der Deutschen Vereinigung für Sportwissenschaft gewählt und blieb bis September 2019 im Amt.

## Forschungsschwerpunkte
Zu ihren Forschungsschwerpunkten zählen u. a. Kompetenzförderung im Sportunterricht, der Erwerb von gesundheitsbezogenem Wissen im Sportunterricht sowie Förderung der körperlichen Aktivität bei Kindern, Jugendlichen und in Familien.